# Kurt Bernard
Kurt Bernard Simpson (Limón, 1977. december 8. –) Costa Rica-i válogatott labdarúgó.

## Pályafutása

### Klubcsapatban
1998 és 2001 között a Limonense csapatában játszott. 2001 és 2002 között a Santos de Guápiles játékosa volt. 2002-től 2005-ig a Heredianót erősítette. 2005 és 2009 között a Puntarenas színeiben 85 mérkőzésen 40 gólt szerzett és bekerült a válogatottba is. 2009 és 2015 között a Limón labdarúgója volt.

### A válogatottban
2006 és 2007 között 10 alkalommal szerepelt a Costa Rica-i válogatottban és 1 gólt szerzett. Bemutatkozására 2006 februárjában került sor egy Dél-Korea elleni barátságos mérkőzés alkalmával. Részt vett a 2006-os világbajnokságon.

## Sikerei, díjai
Costa Rica
- UNCAF-nemzetek kupája győztes (1): 2007

## Külső hivatkozások
- Kurt Bernard adatlapja a National-Football-Teams.com oldalon (angolul)

- Kurt Bernard (angol nyelven). FootballDatabase.eu
- Kurt Bernard (német nyelven). kicker.de
- Kurt Bernard adatlapja a worldfootball.net oldalon (angolul)